# Rembrandt (film, 1999)
Pour plus de détails, voir Fiche technique et Distribution.
Rembrandt est un
film franco-germano-néerlandais réalisé par l’artiste Charles Matton, sorti en 1999.

## Synopsis
La vie de Rembrandt van Rijn à Amsterdam, depuis son arrivée, jeune peintre porté aux nues, jusqu’à sa chute et la misère de sa mort.

## Fiche technique
- Titre : Rembrandt
- Réalisation : Charles Matton
- Scénario : Charles et Sylvie Matton
- Chef opérateur : Pierre Dupouey
- Compositeur : Nicolas Matton
- Arrangements de la musique : Hervé Postic
- Montage : François Gédigier
- Chef costumes : Ève-Marie Arnault
- Chef décors : Philippe Chiffre
- Assistant réalisateur et producteur associé : Christopher Granier-Deferre
- Producteur : Humbert Balsan
- Distribution : Pyramide Distribution
- Pays de production :  France,  Pays-Bas,  Allemagne
- Genre  : biopic
- Durée : 103 min.
- Dates de sortie : 
  - France : 8 septembre 1999
  - Pays-Bas : 7 octobre 1999
  - Allemagne : 3 mai 2001

## Distribution
- Klaus Maria Brandauer : Rembrandt van Rijn
- Johanna ter Steege : Saskia van Uylenburgh
- Romane Bohringer : Hendrickje Stoffels
- Caroline van Houtten : Geertje Dircx
- Jean Rochefort : Nicolaes Tulp
- Jean-Philippe Écoffey : Jan Six
- Richard Bohringer : le prêcheur
- Franck de Lapersonne : Hendrick van Uylenburgh
- Jacques Spiesser : Joost van den Vondel
- Caroline Silhol : Maria Tesselschade
- Nicholas Palliser : Constantin Huygens
- François Delaive : Govaert Flinck
- Léonard Matton : Titus van Rijn
- Ludivine Sagnier : Cornelia van Rijn
- Hanna Obbeek : Titus

## Distinctions
- 1997 : Grand Prix du meilleur scénariste
- 2000 : César du meilleur décor
- 2000 : nommé au César des meilleurs costumes